# Service de référence virtuel
Dans l’acception la plus courante, la référence virtuelle concerne un service rendu aux lecteurs d'une bibliothèque par le biais d’Internet. Le lecteur, à l’extérieur de la bibliothèque, et parfois pendant les heures de fermeture de cette dernière, pose une question ; un bibliothécaire lui répond, immédiatement ou en différé, généralement en utilisant la même technique.
La référence virtuelle peut être synchrone ou asynchrone.

## Principes de fonctionnement
Il s'agit d'une transposition numérique de ce qu'est un service de référence dans une bibliothèque : un guichet d'aide à la recherche d'information, bibliographique ou non, comportant une dimension personnalisée (prise en compte du caractère individuel de la demande dans une discussion usager-professionnel). Ces services, ou apparentés comme la référence nomade, peuvent prendre l'appellation de "service d'aide à la recherche", "service d'orientation et d'aide à la recherche bibliographique (Bibliothèque nationale de France).
La version numérique d'un tel service implique une plus grande typologie de demandes (horaires, services) qui ne sont habituellement pas du ressort d'un service en présentiel. Elle peut accorder une place plus importante à la fourniture d'une documentation numérique si l'usager est bénéficiaire de droits sur cette dernière (documentation électronique souscrite par une université, une institution de recherche, un réseau de bibliothèques)
Il existe également un « Reference Desk » en tant que projet de l'encyclopédie libre Wikipédia. Il permet de créer un échange autour d'un sujet relié à une thématique définie.

## La référence en différé (dispositifs asynchrones)
Quatre solutions permettent la réponse en différé aux questions des lecteurs :
- le courriel (mail) : sur le site Internet de la bibliothèque, une adresse de courriel permet d’envoyer une question par messagerie électronique à une bibliothèque. La boîte aux lettres correspondante est consultée par une ou plusieurs personnes qui se chargent de répondre. La réponse est elle-même un courriel envoyé directement à l’usager. Dans les faits, toutes les bibliothèques visibles sur Internet proposent déjà un service de ce type, plus ou moins informel ;
- le formulaire : il s’agit d’une version plus élaborée du système précédent ; l’usager remplit un formulaire en ligne pour poser sa question. Les champs à remplir sont obligatoires ou non. Ils permettent de préciser la question et le statut de l’usager. Le bibliothécaire reçoit la question via une interface particulière ou un simple courriel. De même, la réponse est envoyée par courriel ;
- le forum : l’usager pose également sa question en ligne en remplissant un formulaire. La réponse du bibliothécaire est publiée en ligne. Les autres usagers ont généralement accès à l’ensemble des échanges ;
- le texto (SMS) : l’usager envoie une question à la bibliothèque via son téléphone mobile. Cette demande parvient à l’établissement sous forme de courriel, le plus souvent. La réponse faite à l’usager arrive par texto sur son téléphone. Ce système est utile pour répondre à des questions d’ordre pratique (horaires d’ouverture, disponibilités d’ouvrages…), plus que pour des recherches bibliographiques approfondies.

## La référence en direct (dispositifs synchrones)
La référence en direct fait appel à des technologies plus pointues. Les problématiques induites diffèrent également de la référence en différé, plus proche de la réponse au courrier postal. On distingue deux dispositifs principaux :
- le chat (Instant messaging ou clavardage) : un dialogue écrit s’instaure en direct entre l’usager et le bibliothécaire, via un logiciel ou une interface idoine. Ce système peut aussi être utilisé en interne : ainsi le bibliothécaire de référence (Library reference desk (en)) peut-il contacter un collègue s’il peine à répondre à la question d’un lecteur. En cas de réponse nécessitant une recherche trop longue, rien n’empêche de continuer l’échange par courriel ;
- les logiciels « centre d’appel Internet » / plateformes Web (« Web Contact Center », « Collaborative browsing », etc.) : ce sont les programmes les plus évolués, mais aussi les plus complexes. Ils permettent de combiner les autres dispositifs (courriel, formulaires, chat), tout en ajoutant des fonctionnalités nouvelles (prise de contrôle à distance du poste de l’usager, co-navigation sur Internet avec l’usager, push  de liens Internet ou de signets sur son écran, dialogue vidéo, voix sur IP…).

## Quelques services de référence virtuels
- Ubib.fr, service universitaire de référence créé en 2009[1], porté par le SCD de l'université d'Angers : il regroupe en 2021 14 établissements[2],[1] de différentes universités pour proposer un service de référence asynchrone (chaque université répond aux questions de ses usages par courriel sous 48 h) et synchrone (un planning commun auquel contribue chaque SCD partenaire permet un service de chat continu de 9 h à 19 h). Ces services sont proposés sur le site de chaque SCD et sur le site Ubib.fr ;
- Sindbad de la Bibliothèque nationale de France ;
- Le Guichet du Savoir de la bibliothèque municipale de Lyon[3] ;
- Interroge service collaboratif des bibliothèques de la ville de Genève[4] ;
- Eurêkoi[5], réseau coopératif de réponse à distance piloté par la Bibliothèque publique d'information en coopération avec les bibliothèques municipales de Lille, Marseille, Montpellier, Reims, Limoges, Brest, Valenciennes, Amiens, Toulouse, Strasbourg, Metz, Martigues, Caen, la bibliothèque d'étude et d'information de Cergy-Pontoise, la médiathèque intercommunale de Troyes, la bibliothèque départementale de prêt de Saône-et-Loire (Mâcon), la bibliothèque Sainte-Geneviève (Paris) et la bibliothèque de l'Institut du Monde Arabe[6] ;
- Askal, utilisé dans plusieurs bibliothèques dans le monde ; en France, surtout par des bibliothèques universitaires ;
- Questions?Réponses! service plus spécifiquement axé sur l'information à l'usage des professionnels des bibliothèques, proposé par l'enssib.
- Rue des facs[7] (2009-2016) pour les services communs de documentation de Paris 1, 2, 3, 4, 5, 6, 7, 8, 11, 12, 13, Paris-Dauphine, Paris-Ouest Nanterre-La Défense, Versailles-Saint-Quentin, Evry Val d'Essonne, Cergy-Pontoise; les bibliothèques interuniversitaires : Bibliothèques Cujas, Sainte-Geneviève, Sainte-Barbe, Sorbonne, La contemporaine ; mais encore d'autres institutions documentaires : Bibliothèque des langues et civilisation (BULAC), Sciences Po Paris, Fondation de la Maison des sciences de l'homme, INHA, Bibliothèque du Musée du Quai Branly, Bibliothèque de la Cité de l'architecture et du patrimoine.
- BIUMinfo[8] service de la bibliothèque interuniversitaire de Santé spécialisé en médecine, biologie, pharmacologie, psychologie, santé publique, odontostomatologie, soins infirmiers et domaines paramédicaux, économie, droit médical.

Les différents services français cherchent actuellement à travailler ensemble. Dans ce but a été créé le label Siade.